# 沙波诺
沙波诺（法語：Chaponost，法語發音：[ʃapɔno]）是法国奥弗涅-罗讷-阿尔卑斯大区罗讷省的一个市镇，属于里昂区。沙波诺以罗马时期的水道桥而闻名。 

## 地理
沙波诺（45°42'37"N, 4°44'32"E）面积16.32 平方千米，位于法国奥弗涅-罗讷-阿尔卑斯大区罗讷省，该省份为法国中东部省份，北起顺时针与索恩-卢瓦尔省、安省、里昂大都会、伊泽尔省和卢瓦尔省接壤。
与沙波诺接壤的市镇（或旧市镇、城区）包括：弗朗什维尔、雅雷地区苏雪、圣富瓦莱里昂、圣热尼拉瓦勒、布里涅、布兰达、乌兰-皮埃尔贝尼特。

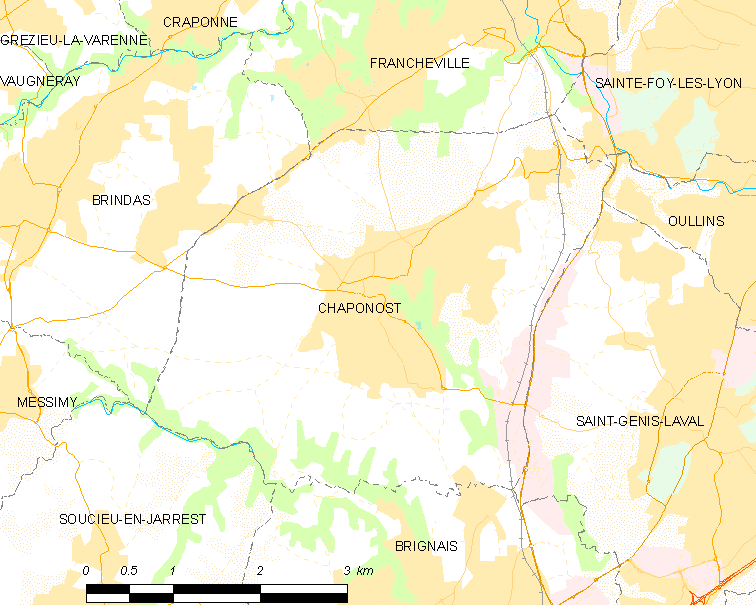
沙波诺的OSM定位图

沙波诺的时区为UTC+01:00、UTC+02:00（夏令时）。

## 行政
沙波诺的邮政编码为69630，INSEE市镇编码为69043。

## 政治
沙波诺所属的省级选区为布里涅县。

## 人口

1962-2008年间沙波诺人口变化图示

沙波诺于2022年1月1日时的人口数量为9217人。

## 姊妹城市
沙波诺与以下城市为姊妹城市： 
- 義大利 莱西尼亚诺德巴尼（2008年）